# Oppenheimer (Familie)

Samuel Wolf Oppenheimer (1630–1703)

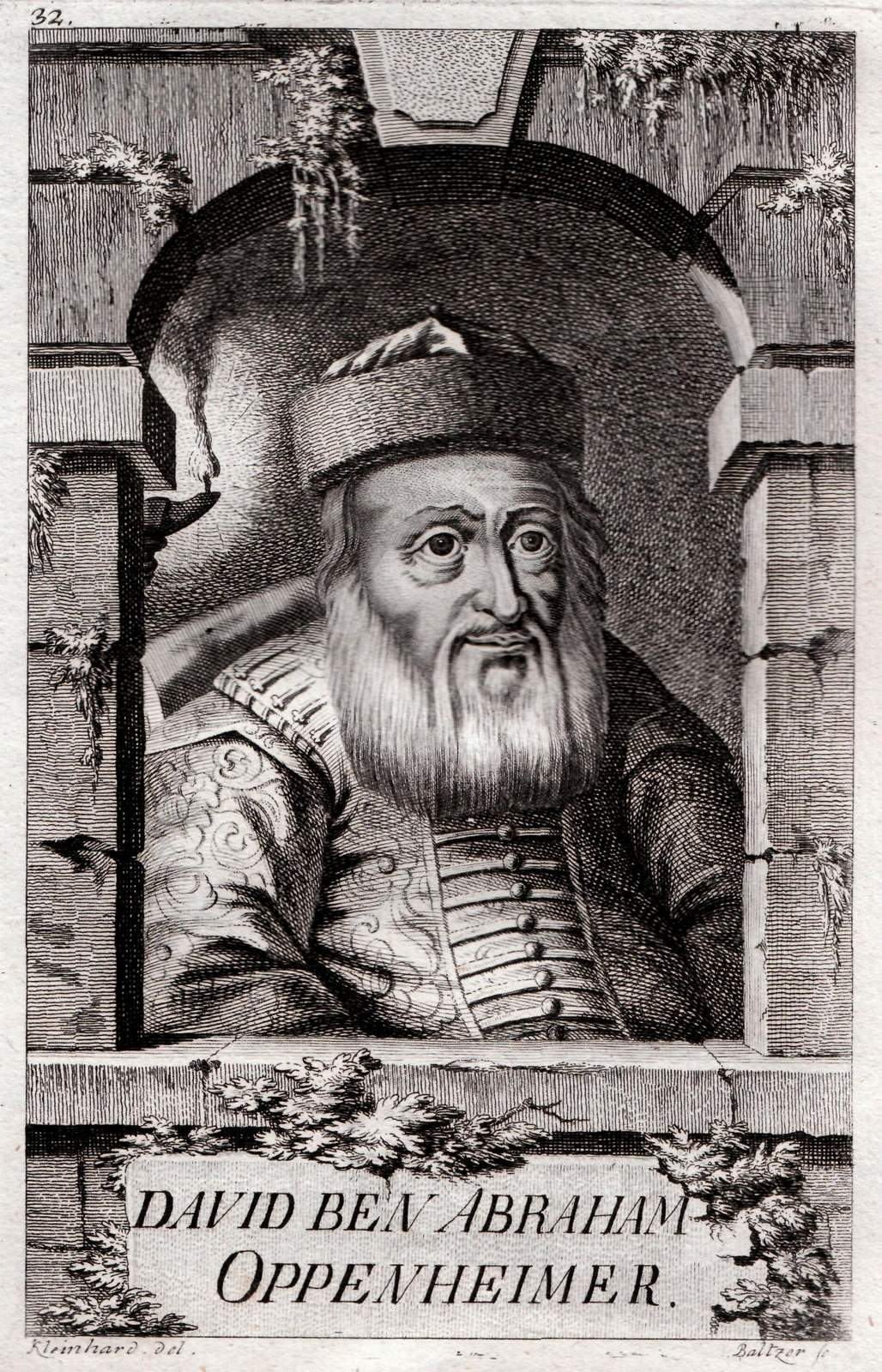
David ben Abraham Oppenheim(er) (1664–1736)

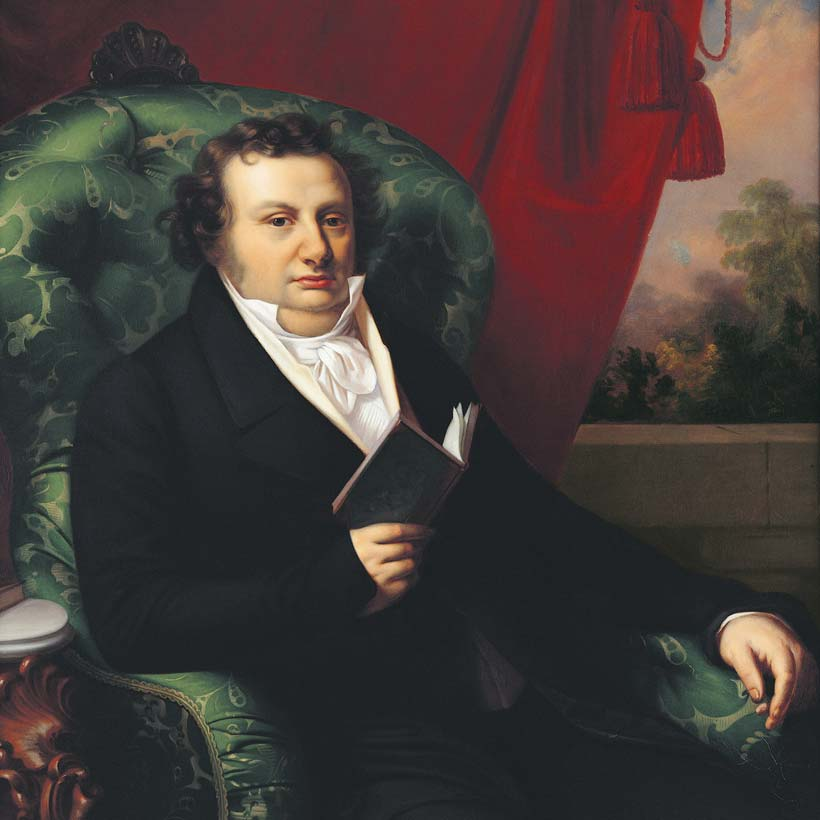
Salomon Oppenheim (1772–1828)

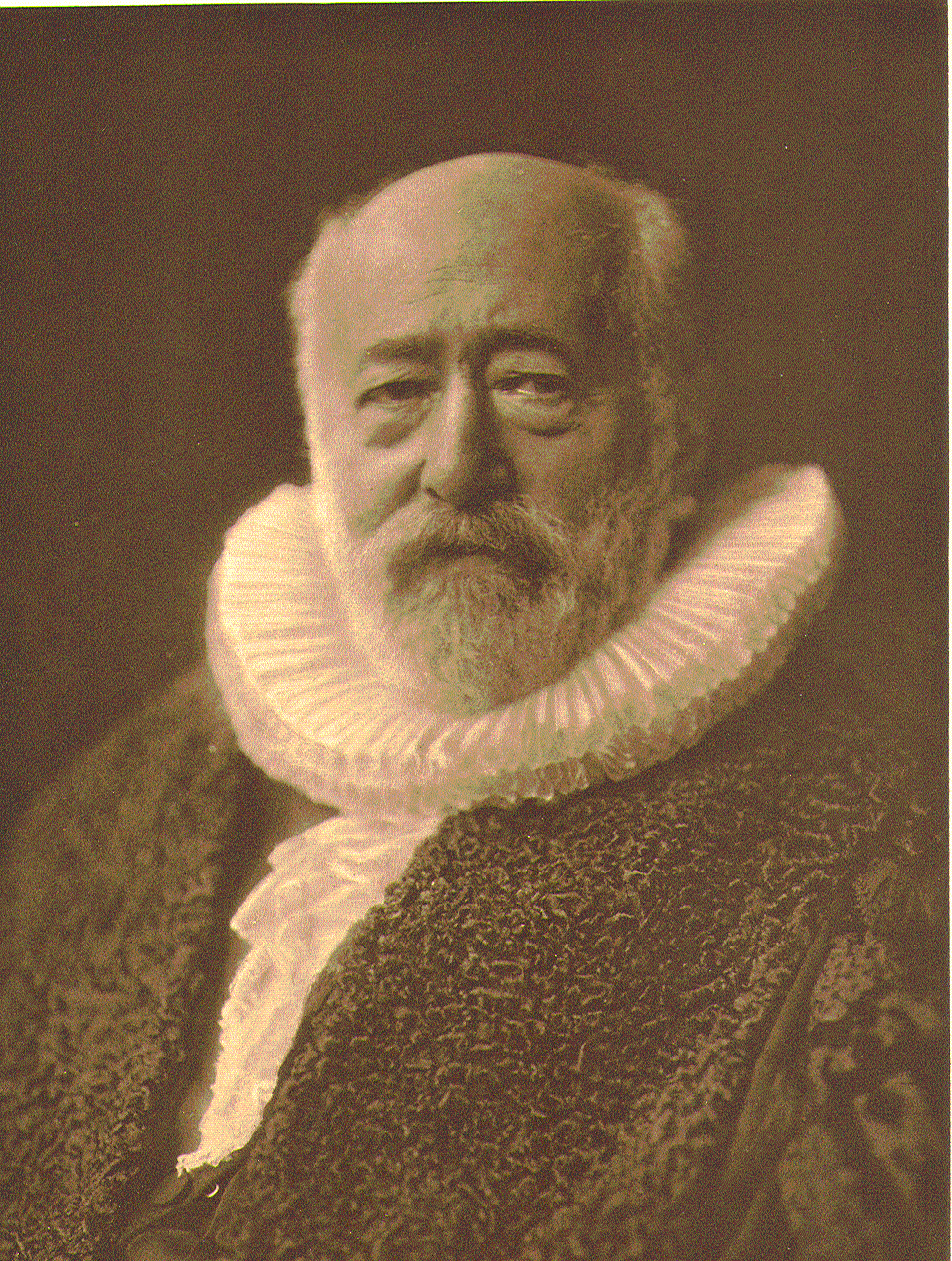
Gustav Ferdinand Hertz (1827–1914)

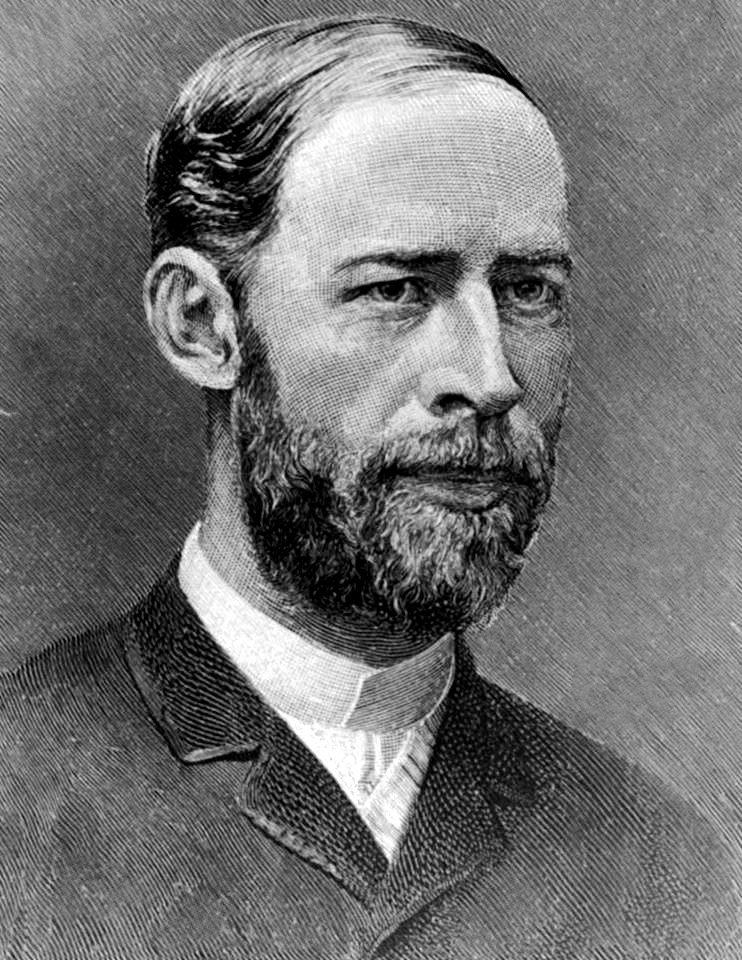
Heinrich Hertz (1857–1894)

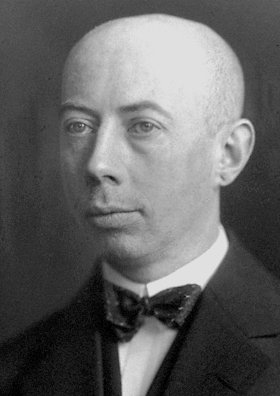
Gustav Hertz (1887–1975)

Aus dem jüdischen Geschlecht Oppenheimer gingen die Adelsfamilien „von Oppenheim“, „von Oppenheimer“, „von Oppenfeld“ sowie die „Lichtenstein“ hervor. Die Familie ist mit den Familien Wertheimer, Cohen, Gomperz, Guggenheim, Auspitz, Lieben und Todesco verwandt.

## Geschichte
Ihren Ursprung scheint die Familie in Oppenheim am Oberrhein (Rheinhessen, zwischen Mainz und Worms) zu haben. Es war damals üblich, sich zu seinem jüdischen Namen den Ortsnamen als Beinamen zuzulegen. In den Städten Worms, Mainz und Speyer waren bereits im 10. und 11. Jahrhundert Judengemeinden nachweisbar; in Oppenheim wurde eine kleine Gemeinde im königlichen Steuerverzeichnis von 1241 erwähnt. Viele von ihnen führten ab dem 16. Jahrhundert zur Unterscheidung einen Hausnamen, zum Beispiel „(Goldenes) Schwert“: Das Haus wurde um 1538 in der Westgasse in Frankfurt am Main erbaut, bewohnt wurde es von den Oppenheimern bis 1700; oder „Weißer Löwe“: Erbaut von Joseph Oppenheim um 1573 unweit des vorgenannten, wurde es von den Oppenheimern bis 1760 bewohnt, ebenso wie das Haus „Zur weißen Gans“, das 1707 in der Judengasse als Wohnhaus des Jacob Oppenheim errichtet wurde.
1285 gab es in Oppenheim eine Judengasse, in welcher sich jüdische Einwohner ansiedeln mussten. Als die Stadt zwischen 1300 und 1353 an das Erzbistum Mainz verpfändet wurde, kam es zu einem Pogrom gegen die Juden in Oppenheim, bei dem die Einwohner 1349 die Synagoge zerstörten, da sie Juden für die Verursacher der Pest hielten.
Die meisten Häuser der Wormser Judengasse waren an die Stadtmauer angebaut. Als Worms während der Eroberung der Stadt durch die Franzosen im Jahre 1689 in Schutt und Asche gelegt wurde, waren die Bewohner dieser Häuser die ersten, die vom Einfall der Franzosen betroffen waren. Sie flohen zusammen mit den Bewohnern aus Speyer und Oppenheim (deren Städte ebenfalls angegriffen wurden) in die umgebenden Dörfer und vor allem nach Frankfurt am Main. Mit dem Ende des Pfälzischen Erbfolgekrieges begannen Verhandlungen mit der Stadt Worms, um die Rückkehr zu ermöglichen. Es wurde vereinbart, dass die Juden von 1697 an zehn Jahre lang vom Hauszins befreit würden, um ihre Häuser wieder aufbauen zu können. Die Leibeigenschaft der Juden solle ebenfalls aufgehoben werden. Am 7. Juni 1699 wurde die Rückkehr durch das besiegelte Dokument ermöglicht.
Stammvater Lewe (Leo, Leib, Löw) Oppenheim († ca. 1445 in Worms)
1. Amschel Oppenheim (* ca. 1450 in Worms; † nach 1505 in Worms), verehelicht mit Edel
  1. Majer Oppenheim „Zum Hirsch“ Frankfurt am Main († 1511 in Worms) + Gutlin Weisenau (* in Weisenau; † um 1530 in Frankfurt am Main)[2]
    1.       1. (II) Joseph „Jusbel“ Oppenheim „Zum Weissen Löwen“, „Zum Schwert“ († 1598 in Frankfurt am Main) ehelichte Bela, Tochter des Meir „Zur Leiter“. Er betrieb gemeinsam mit seinem Bruder Mosche einen schwunghaften Tuchhandel

    2. Leib Oppenheim († 1574 in Mainz), Gastwirt, der sich nach der christlichen Taufe Paulus Renatus nannte
    3. Juda Loeb Oppenheim „Zum Riesen“ Worms, „Im roten Hirsch“ Frankfurt am Main. (* 1500; † 1572/1573 in Frankfurt am Main), ehelichte (I) Edel Weisenau († 1523 in Frankfurt am Main), sie stammte von der Familie Cohen ab und war die Tochter von Simon von Weisenau „Zum Hirsch“ und Emelin. Juda Loeb ehelichte (II) Sorlin Cayn († 23. Januar 1579 in Frankfurt am Main), Tochter des Majer Cayn (Katz) „Zur Pforte“[2]
      1. Süsskind Oppenheim „Zum Riesen“ Worms († 1630)[2]
        1. Beifus (Feibusch) „Oppenheim Zum Riesen“ genannt († 1635 während der Pest)[3] ehelichte Dajne „Deiche“ (Teiche) „Zum Rad“ († 4. Juni 1652)[4], Tochter des Mosche „Zur Pulverflasche“
          1. Anselm († 19. April 1633)
          2. David († um 1654)[4]

      2. (II) Joseph „Jusbel“ Oppenheim „Zum Weissen Löwen“, „Zum Schwert“ († 1598 in Frankfurt am Main) ehelichte Bela, Tochter des Meir „Zur Leiter“. Er betrieb gemeinsam mit seinem Bruder Mosche einen schwunghaften Tuchhandel[5]
        1. Juda Löb (Löw, Lew) Oppenheim „Zum weißen Löwen“ († 1633), verehelicht mit Gela, Tochter des Mordechai von Wasungen, dessen Frau, Gelas Mutter, war die Tochter des Abraham von Schleusingen seiner Ehefrau Gütle. Ihr Onkel, Abrahams Bruder war Hans Cunrath, der um 1528 konvertierte und eng mit dem konvertierten Leib Oppenheim († 1574 in Mainz), der sich nun Paulus Renatus nannte, zusammenarbeitete. Diese Familienverhältnisse gaben erheblichen Anlass zum Unmut in der Frankfurter Judenschaft.[6]
        2. Amschel Oppenheim „Zum Esel“[6]
        3. Meir Oppenheim (* um 1580; † um 1640) „Zur goldenen Kante“ konvertierte am 21. Dezember 1606 zum Christentum und nahm den Namen Johann Daniel Lichtenstein an.[2] Seine Ehefrau Brendle (Brendlin) „Zur Kante“ konvertierte nicht, die gemeinsamen Kinder wurden jedoch getauft. Sie forderte von ihm die Scheidung, er verweigerte ihr diese und die Auseinandersetzungen dauerten bis nach 1620, da Lichtenstein aus dem gemeinsamen Vermögen mit seiner Ehefrau, es handelte sich um eine Summe von 18.000 Gulden, einen Anteil von 13.500 Gulden für sich forderte. Dieser wurde ihm jedoch verweigert und nur 5000 Gulden zugestanden. Im Mai 1609 beklagte sich ein Syndikus der Stadt über Lichtenstein, da dieser begann, angesehene jüdische Bürger zu verleumden, und auch seine Frau nicht verschonte, daraufhin musste er im Jahre 1609 eine Strafe von sechs Wochen „auf dem Katharinen Turm bei Wasser und Brot“ verbüßen. Kurz darauf wurde bekannt, dass er einen Juden öffentlich im Römer vor der Audienz geschlagen hatte; so erlegte man ihm eine Strafe von 50 Gulden auf und entließ ihn unter der Bedingung, sein „liederliches Wesen“ abzustellen. Im November 1609 erklärte er, er wolle das Bürgerrecht in Speyer annehmen und bitte um Beurkundungen durch die Stadt. Da die Scheidung immer noch nicht vollzogen war, reichte Brendle am 19. April 1610 Klage beim Rat ein. Mangels rechtlicher Grundlagen wurden vier nichtjüdische Advokaten als Berater herangezogen, diese sollten gleichfalls entscheiden, wem die nunmehr 5500 Gulden zur Absicherung ihrer Familie übergeben werden sollte. Brendle drohte nun, sich an die Richter in Mainz zu wenden. Lichtenstein fürchtete, seine Forderung nicht umsetzen zu können; so verklagte er im November 1610, seine „gewesene jüdische Hausfrau“ und ihre Verwandten ebenfalls, der Streit führte auch in den Folgejahren zu keiner Einigung, da die Stadtherren weder die Handelsbeziehungen zu den finanzkräftigen jüdischen Familien stören noch die christliche Gemeinde verärgern wollten.[6] Meir Oppenheimer/Johann Daniel Lichtenstein fiel nach der Taufe jedoch wieder vom christlichen Glauben ab, wurde erneut jüdisch und floh nach Polen. Seinen Brüdern Mosche „Zum Schwert“ und Juda Löb „Zum weißen Löwen“ unterstellte man, die Fluchthelfer gewesen zu sein. Sie flohen vor der Androhung, mittels Folter ein Geständnis zu erzwingen, und wandten sich an das Kammergericht, daraufhin erließ der Rat ein Urteil, das Mosche zu einer Zahlung von 9000 Gulden und Löb zu 3000 Gulden zwang. Nach diesem Urteil ließ sich Meir 1626 erneut taufen.[7] → weiter bei Lichtenstein
          1. Sara Oppenheim wurde Ursula Lichtenstein[6]
          2. Joseph Oppenheim wurde Hieronimus Achilles Lichtenstein[6]
          3. Süßkind Meyer (* 26. März 1606 in Frankfurt am Main; † 6. Februar 1682) erhält den Namen Georg Philipp Josef Lichtenstein (Lichtstein), lutherischer Pastor[8]

      3. (II) Mosche (Moses) Oppenheim(er) „Zum Schwert“ Worms († 12. März 1626 in Frankfurt am Main)[9], ehelichte (I) eine Gumbricht Friedberg († 26. April 1624 in Frankfurt am Main), Tochter des Isaac Ephraim (Jizchak Efraim) „Zum Schwert“ Friedberg (* um 1505; † 21. Oktober 1569 in Frankfurt am Main) und der Endlin Friedberg Nauheim (* um 1515; † um 1568 in Frankfurt am Main). Er stammte von Salomon Shlomo Friedberg (* um 1480 in Friedberg; † 1530 in Friedberg) ab. (II) Hindle Zunz „Zur Sonne“[2].
        1. Loeb Josef Yehuda Oppenheim(er) „Zum Schwert“, „Zur Kante“ Worms, (* in Frankfurt am Main; † 7. April 1655 in Frankfurt am Main), Gemeindevorsteher in Frankfurt am Main und Worms. Er ehelichte Fromet Ballin (* in Worms; † 26. Januar 1649 in Frankfurt am Main), Tochter des Gemeindevorstehers Samuel Abraham Ballin „Zur Kante“[10]
          1. Simon Wolf (Wolf Schimon) Oppenheim „Zur Blume“, „Zur Kante (Kanne)“ (* 1580 in Frankfurt am Main; † 4. November 1664 in Worms) ehelichte Edel Bacharach (* um 1605 in Frankfurt am Main; † 14. Dezember 1668 in Worms), Tochter des Schmul Bacharach „Zum Drach“[11]
            1. Samuel Wolf Oppenheimer (* 21. Juni 1630 in Heidelberg; † 3. Mai 1703 in Wien), auch Samuel Heidelberg genannt, war ein Geldleiher, Armeelieferant, Hofverwalter und Diplomat.[11] Er ehelichte (II) Sandela Sentille Carcassonne, Tochter des Manoach Carcassonne von Mannheim.[12] Oppenheimers bis zu 20 % verzinsten Darlehen stellten den größten Posten unter den Schulden Österreichs nach dem Spanischen Erbfolgekrieg dar. Sie sollen sich auf ca. sechs Millionen Gulden belaufen haben, welche größtenteils über Dritte refinanziert waren. Nach dem Tod Oppenheimers entledigte sich Österreich dieser Schulden, indem es nicht zurückzahlte, sondern den Konkurs über den Nachlass verfügte. Die kaiserliche Konkurserklärung stürzte alle mit Oppenheimer in Verbindung stehenden Geldgeber und nachweislich auch die Frankfurter Börse in eine schwere Krise. Sein engster Vertrauter und Vertreter war Samson Wertheimer (1658–1724).[13]
              1. Daniel Moses Oppenheimer (* um 1656; † 1675/1677 in Worms) → weiter bei Mähren
              2. Nathan Oppenheimer († 1730)
              3. Mendel Menachem Emanuel Oppenheimer (* 1657; † 13. September 1721 in Wien) verheiratet mit Judith Juta Tamar Gomperz (* 1671; † 18. April 1738 in Wien), Tochter des Josef Elias Cleve-Gomperz († 1689)
                1. Baer Mendel (Emanuel) Oppenheim († vor 1755) ehelichte Maria Gude Benedictus Gomperz (* in Nijmegen; † vor 1755)
                  1. Dr. med. Samuel Oppenheimer, als erster jüdischer Arzt erhielt er am 12. Februar 1786 die Zulassung für Wien[14]

                2. Lea Eleonora Oppenheimer (* 1695; † 15. Oktober 1742 in Wien), ehelichte Simon Wolf Wertheimer (* 1681; † um 1764 in München), Sohn des Samson Wertheimer (1658–1726)

              4. Simon Wolf Oppenheimer († 10. November 1726 in Hannover) übersiedelte nach Hannover und gründete dort ein Bankhaus. Er war verheiratet mit Fradel Behrens († 2. Mai 1717), einer Enkelin des Leffmann Behrens
              5. Lea Oppenheimer († 26. April 1705) heiratete Mendel Emanuel Drach (Trach) († 15. Oktober 1744 in Frankfurt am Main). Bereits im Jahre 1422 wurde Henn Drach in Oppenheim erwähnt.
              6. Frumet Oppenheimer († 1713 in Frankfurt am Main) heiratete Josef Guggenheim (* ca. 1660 in Lengnau; † 1735 in Frankfurt am Main)
              7. Abraham Oppenheimer († 1753)
              8. Schoendele Oppenheimer heiratete Lob Deutz „Zur Arche“ († um 1711)

            2. Abraham Oppenheim „Zur Kanne“ Worms[11] (* 1633 in Worms; † 2. Dezember 1692 in Heidelberg)[15] ehelichte Blümle „Rechle“ Wohl († 1683 in Worms), Tochter des David Wohl aus Frankfurt am Main. Das Wormser Memorbuch rühmte Abrahams gemeinnütziges Wirken und erwähnte die Erziehung der Söhne in der Kenntnis der Thora.
              1. David ben Abraham Oppenheim(er) (* 1664 in Worms; † 12. September 1736), Oberrabbiner von Prag, Landesrabbiner von Mähren und Böhmen und ein jüdischer Schriftgelehrter. Er wurde auf dem alten Jüdischen Friedhof in Josefstadt bestattet. Stationen seines Lebens waren 1689 in Nikolsburg die Stelle als Rabbiner, ab 1701 in Prag und 1713 Ernennung zum Landesrabbiner von Böhmen. In Worms legte er den Grundstein zu seiner berühmten Bibliothek auf dem Synagogenspeicher, die etwa 7000 gedruckte und 1000 handschriftliche Werke umfasste, viele davon äußerst wertvoll. Er stiftete der Synagoge den Thoraschreinvorhang bestickt mit einem Gebet bei Beschneidungen.[16] Er ehelichte Gnendel († 13. Juni 1712 in Hannover), eine Tochter des Elieser (Ezechiel) Lippmann Cohen, bekannt als Leffmann Behrens (1634–1714).[17]

            3. Moses Schneur Oppenheim († 15. August 1701 in Heidelberg)[18], lebte in Worms, Heidelberg und Fürth, verehelicht mit (I) Vöglein Oppenheim und mit ihrer Schwester (II) Rispa Hendlin Oppenheim († 1696)
              1. Jehuda Löb Oppenheimer (* um 1650 in Worms; † 1701 in Laudenbach)[19] ehelichte Chawa „Eva“ Bacharach (* um 1660 in Worms; † 5. April 1701 in Laudenbach, bestattet auf dem Verbandsfriedhof in Hemsbach). Sie war die Tochter des Rabbi Jair Chajim Bacharach (1638–1702) und Urenkelin des Jehuda ben Bezal’el Löw (1512–1609).[20] Mit dem Einfall der Franzosen 1689 in Worms flüchtete er nach Bergstraße, die Nachkommen siedelten von hier aus nach Hoffenheim und Michelfeld.
                1. (I) Rabbi Simson (Simon, Samson) Oppenheimer (* um 1680 in Laudenbach; † 1. März 1753 in Hemsbach) → weiter bei Michelfeld
                2. (I) Salomo Mose Oppenheimer († 17. Februar 1737) ehelichte Dobrusch Bacharach († 17. Januar 1739), Tochter des Rabbi Jair Chajim Bacharach (1638–1702.[21]

            4. Salomon Hertz Loew Oppenheim (* 1640; † 1697 in Frankfurt am Main) ehelicht eine geborene Halle
              1. Hertz Salomon Oppenheim Halle (1675–1750) heiratete Beijle Oppenheim Beer
                1. Salomon Hertz Oppenheim (* 1694 in Frankfurt am Main; † 1758), Hoffaktor und -lieferant des Kurfürsten Clemens August, verehelicht mit Bella Brendel Abraham (* um 1720 in Neuwied; † 1785 in der Pfalz)[22]
                  1. Hertz Salomon Oppenheim (* 1752 in Bonn; † 16. November 1832), verehelicht mit Helene „Heile“ Rose Seligmann[22]
                    1. Hertz Salomon Oppenheim (1772–1828), er gründete gemeinsam mit dem Bankier Samuel Wolff (1758–1836) im Jahre 1789 ein Wechsel- und Kommissionsgeschäft, das sich zum Bankhaus Oppenheim und 1904 zur Privatbank Sal. Oppenheim entwickelte. Er heiratete Deigen Levi (1775–1842), die sich Therese Stein nannte, sie wurde im Jahre 1828 Bankteilhaberin. → weiter bei: Oppenheim
                      1. Betty Oppenheim ehelichte Hertz Hertz (1797–1862)[23] aus Hamburg, nach der christlichen Taufe nannte er sich Heinrich David Hertz
                        1. David Gustav Hertz (* 2. August 1827 in Hamburg; † 8. September 1914 in Hamburg) nahm nach der Taufe den Namen Gustav Ferdinand Hertz an, Jurist und Senator, verehelicht mit Anna Elisabeth Pfefferkorn
                          1. Heinrich Rudolf Hertz (* 22. Februar 1857 in Hamburg; † 1. Januar 1894 in Bonn), deutscher Physiker
                          2. Gustav Theodor Hertz (1858–1904), Rechtsanwalt, ehelichte Anna Augusta Arning, Tochter des Christian Ludwig Arning (1824–1909), deutscher Richter und Abgeordneter der Hamburgischen Bürgerschaft.
                            1. Gustav Ludwig Hertz (* 22. Juli 1887 in Hamburg; † 30. Oktober 1975 in Ost-Berlin), deutscher Physiker und Nobelpreisträger

## Michelfeld

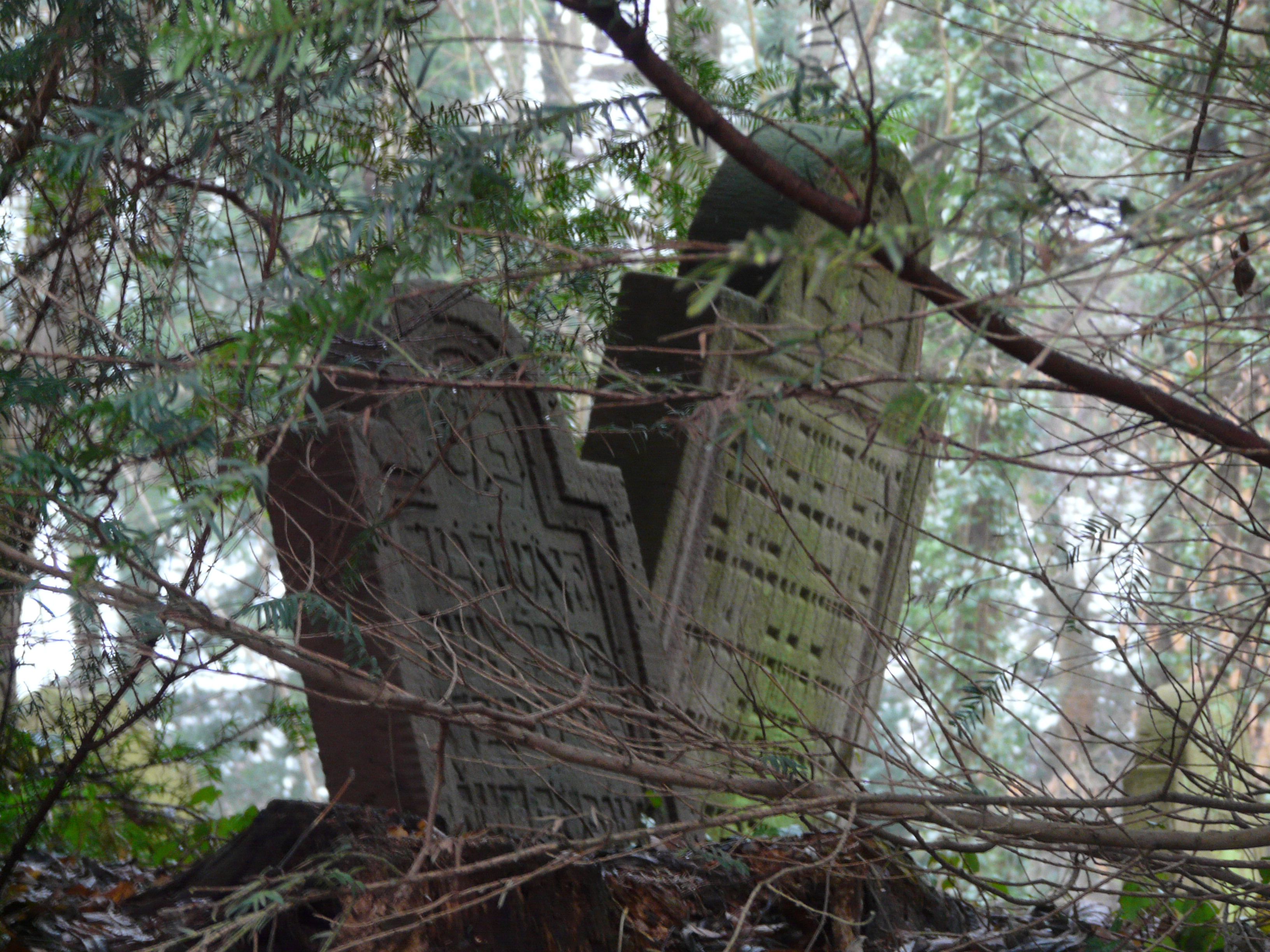
Jüdischer Friedhof Hemsbach

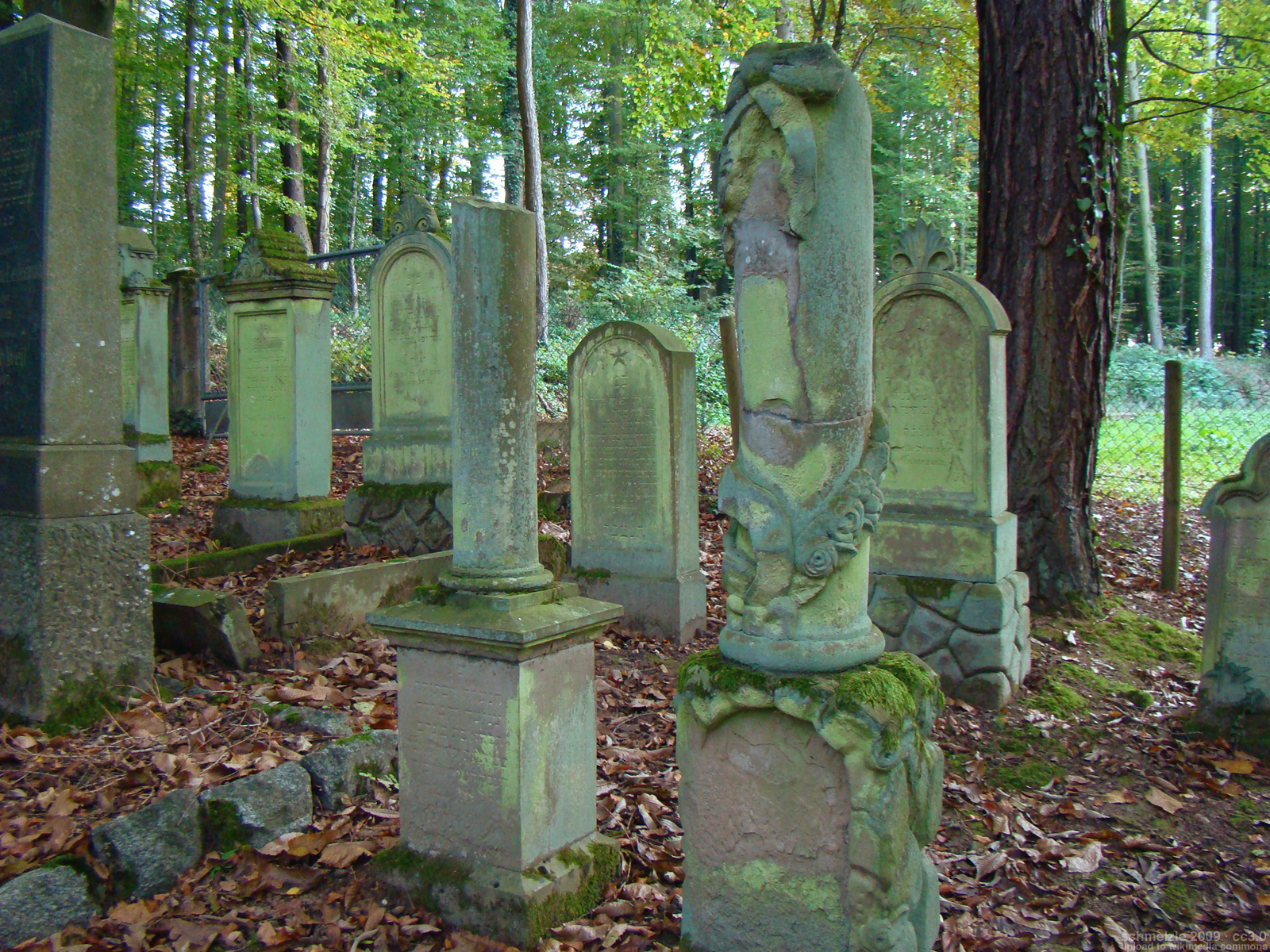
Jüdischer Verbandsfriedhof Waibstadt

Haus der jüdischen Familie Adler und Oppenheimer

Der Rabbi und Steuereinnehmer Simson (Simon, Samson) Oppenheimer (* um 1680 in Laudenbach; † 1. März 1753 in Hemsbach) war der Stammvater der Oppenheimer in Michelfeld (Angelbachtal) und Bruchsal.
→ weiter hier:
1. Rabbi Zacharias (Issachar) Oppenheimer Hoffenheim (* 1. Oktober 1715 in Hemsbach; 25. Juli 1760 in Hoffenheim) ehelichte Klara „Klarele, Klerele“ Freud († 24. Juli 1761)
  1. Löb Oppenheimer Hoffenheim (* um 1740; † 12. November 1800) ehelichte seine Cousine Caroline Oppenheimer (1745–1804)
    1. Fradel Oppenheimer (* 6. November 1771 in Hoffenheim; † 11. Dezember 1841 in Michelfeld), sie ehelichte ihren Cousin Zacharias Oppenheimer (1773–1827)

  2. Hayum „Hajum, Hayyim“ Oppenheimer (* um 1745 in Hoffenheim; † 27. März 1809 in Michelfeld, bestattet in Waibstadt), Inhaber eines Manufakturwarengeschäftes, ehelichte seine Cousine Brendel Oppenheimer (1743–1819)
    1. Zacharias Oppenheimer (* 1. Oktober 1773; † 21. Februar 1827), Gründer der Wollentuchfabrik Zacharias Oppenheimer in Michelsfeld begann ab 1803 die Tuche, welche der Vater für sein Geschäft benötigte, zu produzieren. Im Jahre 1808 beschäftigte die Wollentuchfabrique Zacharias Oppenheimer und Herz Michel bereits 25 bis 30 Arbeiter wurde als eine der bedeutenden Tuchfabriken gelistet. Ab 1806 gehörte Michelfeld zu Baden, am 21. Dezember 1809 verlieh ihm die Stadt die Bürgerschaft in Anerkennung und Würdigung seiner Verdienste und seines Standes. Das Bürgerrecht, welches die Pflicht zum Militärdienst beinhaltete, befreite ihn jedoch nicht von dem jährlich zu zahlenden „Schutzgeld“ der jüdischen Gemeindemitglieder. Er klagte daraufhin vor dem Landesherren, um eine Entscheidung für Badender Juden herbeizuführen.[24] Er ehelichte seine Cousine Fradel Oppenheimer (1771–1841)
      1. Simon Oppenheimer (* 29. Januar 1797 in Michelfeld; † 4. April 1871 in New York City) ehelichte Rebecca Herzog (* 18. Juli 1800 in Michelfeld; † 17. September 1881 in New York City)
      2. Marx Oppenheimer (* 1. März 1799 in Michelfeld; † 11. Mai 1873), er ehelichte (I) Sarah Wolf (* 1. Juli 1803; † 22. März 1874) und (II) Henriette Mayer (29. September 1825)
        1. (I) Hermann Oppenheimer (* 18. Dezember 1837) ehelichte Therese Wolf (* 30. April 1847)
          1. Richard Oppenheimer (* 2. November 1872; † 20. November 1941), er übernahm das Unternehmern Emil Oppenheimer & Co. von seinem Onkel Emil Oppenheimer (1844–1922). Im Jahre 1937 bewohnte er das Haus Adler/Oppenheimer in der Wilhelmstraße 26 in Heilbronn. Am 22. Dezember 1938 mussten er seine Frau Gertrud Sara, geb. Adler (14. Dezember 1883[25]/1884[26]; † Ghetto Izbica) das Haus unter Wert an die Stadt verkaufen. Gertrud wurde am 24. April 1942 über Stuttgart nach Izbica deportiert.
            1. Alfred Oppenheimer (22. Juli 1909)[27]

        2. (I) Seligman Oppenheimer (* 12. September 1839) ehelichte Therese Veith (* 14. November 1844)
          1. Julius Seligmann Oppenheimer (* 3. Juni 1865; † 7. Juni 1948 in New York City)[28]

        3. (I) Adolph Oppenheimer (* 12. September 1840) ehelichte Julie Seligmann (* 30. April 1847)
          1. Heinrich Oppenheimer (* 29. Mai 1873), Teilhaber der Firma Emil Oppenheimer & Co.

        4. (I) Heinrich Oppenheimer (* 6. Mai 1843; † 4. April 1866)
        5. (I) Emil Oppenheimer (* 24. November 1844 in Michelfeld; † 25. Januar 1922 in Heilbronn), Inhaber der Firma Emil Oppenheimer & Co., Handelsunternehmen für Därme und Gewürze in Heilbronn. Er ehelichte Bertha Strauss (* 23. September 1852; † 1903)

      3. Seligmann Siegmund Oppenheimer Michelfeld (* 18. September 1805; † 31. Mai 1872 in Bruchsal) ehelichte Jette Levis (* 1. November 1806 in Karlsruhe; † 25. Februar 1862 in Michelfeld)
        1. Prof. Dr. med. Zacharias Oppenheimer (* 8. Januar 1830 in Michelfeld; † 25. Juni 1904 in Heidelberg), außerordentlicher Professor der medizinischen Fakultät der Universität Heidelberg, großherzoglicher badischer Hofrat, ehelichte Mathilde Frank (* 26. Dezember 1836 in Oberelsbach; † 9. Dezember 1915 in Heidelberg). Er veröffentlichte zahlreiche medizinische Schriften.[29]
          1. Dr. Oscar Wilhelm Oppenheimer (* 7. Juli 1860 in Heidelberg; † 9. Mai 1920 in Freiburg im Breisgau), Facharzt für Magen- und Darmerkrankungen, ehelichte seine Cousine Frieda Oppenheimer (1877–1905)
            1. Dr. Ernst Adolf Oppenheimer (* 30. Dezember 1888 in Frankfurt am Main; † Februar 1962 in Mill Valley, USA). Er war Regimentsarzt der II. Abteilung der Feldartillerie im 237. Regiment, 119. Infanterie-Division, am 23. Dezember 1936 emigrierte er mit seiner Frau Emma Sophie geb. Müller (* 26. Januar 1893 in Hanau; † 4. Januar 1979 in Seattle) und seinen Kindern in die USA.
            2. Georg Oppenheimer (* 26. September 1890; † 1940 im KZ Auschwitz), er und sein Bruder Ernst besaßen Aktien des Actien-Vereins des zoologischen Gartens zu Berlin, der auf die Gründung durch Martin Hinrich Lichtenstein zurückgeht.[30]

        2. Louis Löb Oppenheimer (* 6. Oktober 1831 in Michelfeld; † 5. Mai 1907 in Bruchsal) ehelichte Bertha Bär (* 9. Februar 1839 in Untergrombach; † 13. April 1883)
          1. Otto Oppenheimer (* 7. Februar 1875 in Bruchsal) ehelichte Emma Wälder (* 27. September 1878 in Rottweil am Neckar)

        3. Heinrich Oppenheimer (* 13. August 1835 in Michelfeld; † 19. Januar 1915 in Stuttgart) ehelichte Henrietta Gersog (* 10. April 1847 in Mannheim; † 13. Februar 1882 in Mannheim)
          1. Frieda Oppenheimer (* 6. Oktober 1867 in Mannheim; † 24. Juli 1905 in Frankfurt am Main) ehelichte ihren Cousin Oscar Wilhelm Oppenheimer (1860–1920)
2. Juda Löb Oppenheimer (* um 1720 in Hemsbach; † 4. Mai 1772 in Hemsbach) ehelichte Rechle († 20. Januar 1785 in Hemsbach)
  1. Karoline Kehle (Kela) Oppenheimer (* 1740 in Hoffenheim; † 6. Juni 1806 in Hoffenheim)
  2. Brendel „Clara“ Oppenheimer (* 1743: † 3. August 1819, bestattet in Waibstadt) ehelichte ihren Cousin Hayum Oppenheimer (1745–1809)
  3. Caroline „Kehle, Kahle“ Oppenheimer (* 1745 in Hoffenheim; † 1. Juni 1804 in Hoffenheim) ehelichte ihren Cousin Löb Oppenheimer (1740–1800)
  4. Simon (Samson) Oppenheimer (* 1759 in Hemsbach; † 10. Mai 1830 in Hemsbach), ehelichte Gitel Oppenheimer (* 1770 in Hoffenheim; † 10. September 1811) aus Hoffenheim
    1. Chaim Simon Hayim Oppenheimer (* August 1789 in Hemsbach; † 11. August 1863 in Hemsbach) ehelichte am 10. Juni 1835 Fanni Oppenheimer (* 1809 in Flörsheim / Main; † 3. Juli 1886 in Hemsbach)[31]
      1. Karoline Oppenheimer (* 25. Juli oder 7. Februar 1838 in Hemsbach; † 5. September 1926 in Fränkisch-Crumbach) ehelichte am 25. Juni 1876 in Fränkisch-Crumbach Michael Karlsberg (* 20. Dezember 1835 in Fränkisch-Crumbach; † 1. Juni 1905 in Fränkisch-Crumbach)
      2. Janette/Jeanette Oppenheimer (* 1842 in Hemsbach; † 1876), Tochter des Hajum Oppenheimer aus Hemsbach schloss vor einem Rabbiner am 18. Februar 1864 die Ehe (standesamtlich am 23. Februar 1864 in Fränkisch-Crumbach) mit Michael Karlsberg (* 20. Dezember 1835 in Fränkisch-Crumbach; † 1. Juni 1905 in Fränkisch-Crumbach)
        1. Gutta Karlsberg (* 3. Dezember 1871 in Fränkisch-Crumbach im Haus No. 101; † 27. Juli 1933 in Fürfeld) ehelichte in Fränkisch-Crumbach am 4. November 1901 Moritz Kahn (* 27. Oktober 1872 in Fürfeld; † 31. Januar 1942 in Buenos Aires)
        2. Moritz Karlsberg II. (* 22. Januar 1875 in Fränkisch-Crumbach; † nach 1926)

## Mähren

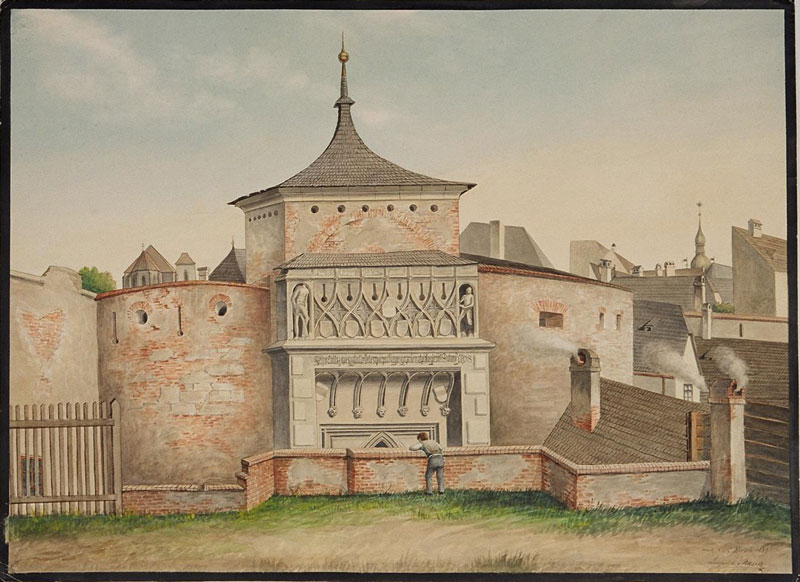
Judentor in Brünn, vor 1835

Daniel Moses Oppenheimer (* um 1656; † 1675/1677 in Worms), Sohn des berühmten Samuel Wolf Oppenheimer (1630–1703) war Stammvater der österreichisch-ungarischen Oppenheimer, welche in die Familie Gomperz einheirateten.
→ weiter hier:
1. Jehuda Loeb Oppenheimer († 4. März 1732 in Pressburg) heiratet Simelie Behrens († 19. Dezember 1739 in Pressburg), eine Tochter des Elieser (Ezechiel) Lippmann Cohen, bekannt als Leffmann Behrens (1634–1714)[32]
  1. Samuel „Sanwil, Süssmann“ Oppenheimer († 1748 in Pressburg)[32]
    1. Koppel Oppenheimer († 1784 in Pressburg)[32]
      1. Lasel Oppenheimer († zwischen 1792 und 1804 in Pressburg)[32]
        1. Salomo Oppenheimer († 4. Juli 1832 in Wien)
        2. Rabbi Simeon Oppenheim (* Pressburg; † 1852 in Pressburg)

      2. Sabl Oppenheimer († Dezember 1827 in Wien)
        1. Löb Oppenheimer (* um 1758; † vor 1783), Vorsteher in Pressburg ehelichte Rösel[32]
          1. Traule Oppenheimer († 21. Juni 1841 in Pressburg) ehelichte Benedikt Neumegen Gomperz (* um 1753 in Nijmegen; † 11. Juni 1825 in Pressburg)[32]
            1. Rabbi Jehuda Lion Loeb Gomperz (* 21. August 1782 in Waag-Neustadl; † 2. Juni 1849) ehelichte Mirjam Marie Latzko (* 1787; † 18. Februar 1861). Er verfasste zahlreiche Bibel-, Talmud- und Gebetserklärungen. Veröffentlicht nach seinem Tod erschienen sie unter dem Titel Maarke Leb (Herzensentwürfe)[32]
              1. Philipp Gomperz (* 1807 in Pest; † 14. Juni 1867) ehelichte Netty Theben (* 1806 Pressburg; † 19. Dezember 1852)
                1. Rosa Gomperz (* 16. August 1830; † 24. Juli 1917 in Budapest) heiratete ihren Onkel Sigmund Gomperz (1817–1893). Sie wurde in der Familiengrabstätte auf dem Kerepescher Friedhof beigesetzt.[33]

              2. Jakob Moritz Gomperz (* 24. Dezember 1811 in Brünn (Brno); † 15. Januar 1876 in Brünn), ehelichte im August 1834 (I) Anna „Netty“ Latzko (* 1820 Waag-Neustadtl; † 30. Juli 1848, bestattet am 1. August 1848 auf dem Währinger Friedhof in Wien)
                1. Heinrich Gomperz (* 10. Dezember 1843; † 26. Januar 1894) ehelichte Julie Dalem (Dalena) (* 22. April 1858). Heinrich war Mitglied der Kammer und Kunstmäzen der Stadt Brünn. Er hinterließ der Stadt neben zahlreichen Stiftungen eine Gemäldesammlung[34], zum Dank wurde am 13. November 1896 eine Straße nach ihm benannt (Gomperzgasse, Gomperzova)[35]

              3. Sigmund Gomperz (* 4. Juni 1817; † 9. Juni 1893), verehelicht mit seiner Nichte Rosa Gomperz (1830–1917)
                1. Irma Gomperz (* 17. Januar 1854; † 19. Juni 1905), verehelicht mit Prof. Dr. David Kaufmann (* 7. Juni 1852 in Kojetein, Mähren; † 6. Juli 1899 in Karlsbad). Er war ein jüdischer österreichischer Gelehrter und Autor.

## Hamburg

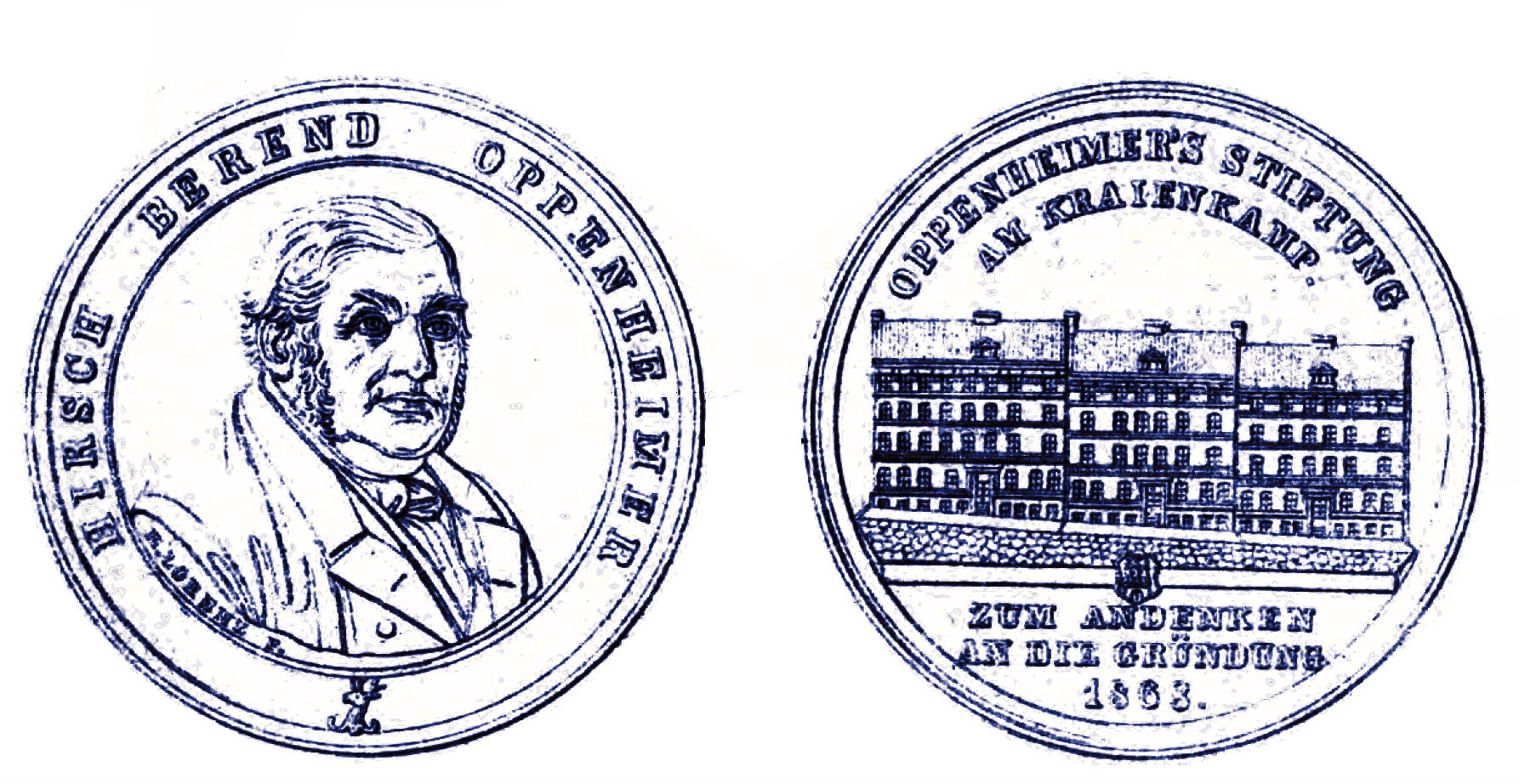
Hirsch Behrend Oppenheimer (1793–1870), Medaille von 1868 von Heinrich Lorenz

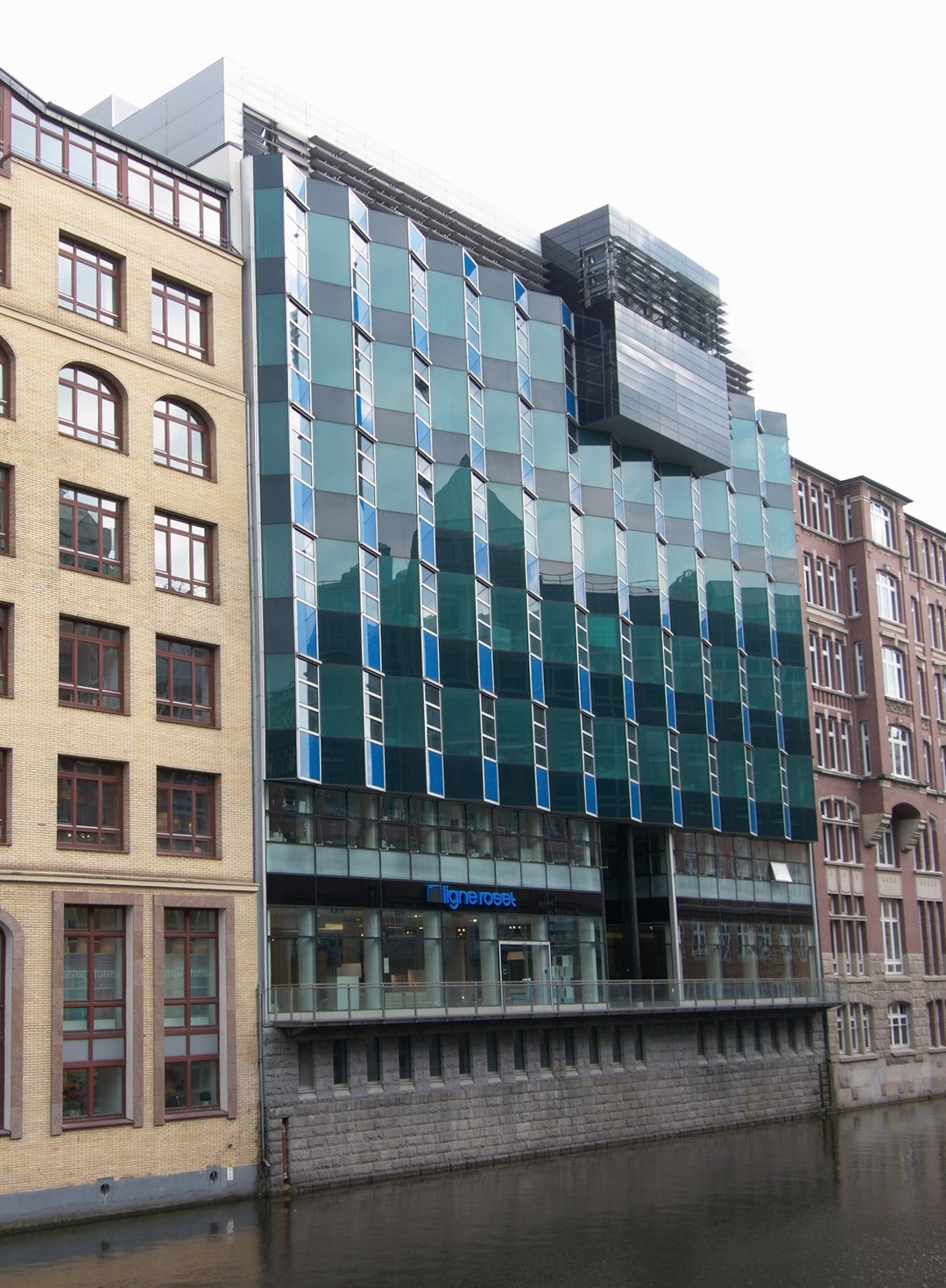
Handelshaus Neuer Wall 64, ehemals 63–67 „H. B. Oppenheimer“

Stammvater Berend Hirsch (Issachar) Oppenheimer (1756–1858) war ein Galanterie- und Spielwarenhändler in Hamburg. Sein Geschäft bestand ab 1806. Seine Nachkommen wurden außer in Hamburg vor allem in Leipzig ansässig, einige wurden in den Freiherrenstand erhoben.
1. Hirsch Berend Oppenheimer (* 1. April 1793; † 16. Dezember 1870, bestattet auf dem Friedhof Ohlsdorf)[37] begründete im Jahre 1824 die Hamburger Firma „H. B. Oppenheimer“ (Großhandel in Uhren und Pendulen, Glas, Porzellan, Spiegeln und Kurzwaren) und im Jahre 1834 in Leipzig die Kurzwarenhandlung „H. B. Oppenheimer am Markt“. Zudem schuf er 1868 das auf orthodoxer Grundlage geführte Oppenheimerstift in Hamburg am Krayenkamp.[38] Bereits 1830 versuchte er sein Mietshaus am Millernsteinweg[39] zu erwerben, da er für sein Geschäft ein größeres Warenlager benötigte und im Haus neben der Wohnung auch den Laden unterhielt. Man verwehrte ihm den Kauf, jedoch 1847 – fünf Jahre nach dem Hamburger Brand – ließ er am niedergebrannten Neuen Wall 63–67 ein stattliches fünfgeschossiges Gebäude errichten. Über den beiden hohen Eingangsportalen befand sich der Schriftzug H. B. Oppenheimer. In dem Gebäude waren neben Kontorräumen und der Wohnung auch eine private Synagoge.
  1. Dr. Ruben Leopold (Levin) Oppenheimer (1837–1914), Rechtsanwalt, promovierte 1860 in Leipzig und war 1875 in Hamburg in die Patriotische Gesellschaft eingetreten. Gemeinsam mit Philipp (Paul) übernahm er die Verwaltung der Oppermann-Stiftung ab 1870.
  2. Dr. Philipp (Paul) Oppenheimer (* 21. April 1854 in Hamburg; † 17. November 1937 in Hamburg), Rechtsanwalt, ehelichte in zweiter Ehe um 1890 Alice Oppenheim (* 1846 in Hamburg), Tochter des Kaufmanns Albert Süsskind Oppenheim, dem das Bürgerrecht von Hamburg 1865 verliehen wurde, und der Lucia Cohn (* 1846 in Stuttgart). Ihre Schwester Johanna Oppenheim (* 1849 in Hamburg) heiratete 1898 den Juniorchef der Textilfirma „Rappolt & Söhne“. Am 20. März 1942 musste Alice Oppenheimer in ein Judenhaus in der Beneckestraße 6 im Hamburger Stadtteil Rotherbaum umziehen. Am 15. Juli 1942 wurde sie zusammen mit ihrer Schwester Johanna, welche inzwischen verwitwet war, nach Theresienstadt deportiert. Die beiden Schwestern wurden zusammen im Gebäudeteil L 425 8 Nr.13 h untergebracht. Dort starb Alice sechs Wochen später, am 3. September 1942, angeblich an Herzschwäche.[40]
    1. (I) Olga Oppenheimer (* 1885), verehelicht mit Hugo Wolfers (* 22. Oktober 1875), Mitinhaber der Leinen- und Baumwollgroßhandlung „Schönfeld & Wolfers“. Er wurde am 6. Dezember 1941 nach Riga deportiert.
    2. (II) Dr. Albert Bruno Oppenheimer (* 27. Dezember 1892 in Hamburg; † 4. April 1983 in Chicago, USA), Rechtsanwalt, emigrierte im Juli 1941.[41]
    3. (II) Paul Oppenheimer (* 1895; † Mai 1917 gefallen an der Westfront)
    4. (II) Ernst Oppenheimer (* 1897), Angestellter, am 8. November 1941 nach Minsk deportiert, sein Todesdatum ist nicht bekannt.
2. Leopold Berend Oppenheimer (1796/8–1880), Gesellschafter der Hamburger (ab 1830) und Leipziger (ab 1834) Firmen „H. B. Oppenheimer“, 1868–1880 Vorsitzender des hamburgischen Deutsch-Israelitischen Synagogenverbandes.[42]
  1. Bertha Oppenheimer (1832–1905) ehelichte 1854 den Leipziger Bankier Gustav Plaut, dessen Vater Herz Cusel Plaut (1784; 29. Januar 1837) aus Reichensachsen nach seiner Eheschließung mit Caroline Blach (1800–1874) aus Abterode, die Bank „H. C. Plaut“ im Jahre 1815 in Nordhausen gegründet hatte[43].
    1. Jacob Plaut (1817–1901) blieb Junggeselle. Er zog 1852 nach Leipzig und eröffnete die Bank „H. C. Plaut“, die sich mit Finanzierung neuer Eisenbahnen und dem Ausbau der osteuropäischen Wirtschaft, vor allem aber Entwicklung der Leipziger Messe und des Rauchwarenhandels befasste. Seine Stiftungen im Gesamtwert von mehreren Millionen Goldmark für jüdische und christliche Wohlfahrtszweige in Nordhausen, u. a. das Jacob-Plaut-Krankenhaus, brachten ihm 1865 die Ehrenbürgerschaft ein. In Leipzig wurde die Plautstraße nach ihm benannt. Ebenfalls veranlasste er die Jacob-Plaut-Stiftung in Hamburg und Berlin. Nach dem Eintritt in den Ruhestand 1875 verlebte er die letzten Jahre in Nizza. Seine Bank wurde von dem Geheimen Kommerzienrat Sieskind Sieskind übernommen, später von Dr. Jacob Sieskind, dem Sohn des Sieskind Sieskind. Der Schwiegersohn und Generalkonsul Georg Schreiber und dessen drei Söhne führten sie bis zur Machtergreifung Hitlers weiter.
    2. Moritz Plaut (1822–1910), Geheimer Kommerzienrat, war 1834–1837 Lehrling des Leipziger Bankiers Conrad Friedrich August Thieme. Er verließ 1847 Nordhausen und siedelte nach Berlin über, wo er die Bank „H. C. Plaut“ eröffnete. Nach dem Tod seines Sohns Paul Plaut beim Bergsteigen 1895, verkauft er seine Bank 1896 an die Breslauer Disconto-Bank, welche auf diese Weise ihre Filiale in Berlin etablierte.[44] Im Jahre 1865 wurde er ebenfalls Ehrenbürger von Nordhausen. Sein Vermögen soll sich auf 27 Millionen Goldmark belaufen haben[45].
    3. Gustav Plaut (1824–1908) verzog 1852 nach Leipzig und wurde Gesellschafter der Bank. Als Bankier beriet er den Fürsten von Schwarzburg-Sondershausen und den Herzog von Sachsen-Meiningen. Gustav wurde ebenfalls 1865 Ehrenbürger von Nordhausen. Im Krieg 1866 rettete er persönlich, als Bauer verkleidet, den Wettiner Schatz des Königs von Sachsen vor Erbeutung durch die Preußen, in dem er das mit Goldbarren unter einer Schicht von Kartoffeln beladene Gefährt durch die preußischen Linien hindurch nach dem Königstein brachte; hierfür wurde ihm der Königliche Orden Vierter Klasse verliehen[46]. Er trat 1875 in den Ruhestand und übersiedelte kurz vor 1890 nach Hamburg.
      1. Georgine Plaut (* 1855 in Leipzig; † 1928), die den am 30. November 1905 zum ungarischen Baron Ladislaus von Dirsztay ernannten Ladislaus von Fischl (* 6. Mai 1856; † 1921) in Wien ehelichte. Bereits am 3. September 1884 wurde Fischl in den Adelsstand erhoben und hieß darauf zunächst von Fischl, ab 19. April 1889 nannte er sich Ladislaus von Dirsztay. In erster Ehe mit Etelka Steinfeld (1860–1943) verehelicht, ließ er sich 1892 von ihr scheiden.[47]
      2. Prof. Dr. med. Hugo Carl Plaut (1858–1928), der 1882 in Leipzig sein Studium der Veterinärmedizin beendete und nach anschließendem Studium der Medizin in Leipzig und Kiel von 1889 ab in Leipzig als praktischer Arzt und biologischer Forscher wirkte. Im Jahre 1894 entdeckte er den Erreger der Angina Plaut-Vincenti, ab 1897 war er als Professor der Universität Hamburg tätig und begründete das dem Eppendorfer Krankenhaus angeschlossene Plautsche Pilzforschungsinstitut.
        1. Dr. med. Rahel Plaut (* 21. Juni 1894 in Leipzig), ehelichte den in Hamburg geborenen und in Liverpool im Ruhestand lebenden Historiker Dr. phil. Hans Liebeschütz (1893–1978), außerordentlicher Professor der Universitäten Hamburg und Liverpool und Fellow of the Royal Historical Society. Dr. med. Rahel Liebeschütz-Plaut, wie ihr Ehename lautete, habilitierte 1923 im Fach Physiologie und war damit die dritte Medizinerin in Deutschland, die eine Privat-Dozentur erhielt. Nach ihrer Emigration 1938 arbeitete sie in England als Sozialarbeiterin.[48][49]
          1. Wolfgang Liebeschütz (* 1927)
          2. Hugo Liebeschütz (* 1929)
          3. Elisabeth Liebeschütz (* 1932)
3. John (Joel) Berend Oppenheimer (* 1807/9 in Hamburg; † 20. Januar 1872 in Leipzig)[50] zog um 1830 nach Leipzig. Dort eröffnete er im Jahre 1834 die Rauchwarenfirma „J. B. Oppenheimer & Comp.“ am Brühl, einem der führenden Unternehmen des Leipziger Rauchwarenhandels in der Mitte des 19. Jahrhunderts, welches infolge Krankheit um 1869 liquidiert wurde. Er ehelichte Bertha Berenhart (1816–1880) und wurde 1837 der erste Vorsteher der neu gegründeten Israelitischen Gemeinde. Nach 1838 übernahm er als Alleininhaber die Leipziger Kurzwarenhandlung „H. B. Oppenheimer“, die in John B. Oppenheimer umbenannt und um 1873 liquidiert wurde. Als einer der drei Vorstandsmitglieder der 1837 gründeten Israelitischen Gemeinde in Leipzig initiierte er die Verhandlungen zum Ankauf von Land zwecks Errichtung einer Synagoge im selben Jahr, sie überstand die Zerstörung von 1938 und diente nach 1946 bis zur Errichtung der neuen Hamburger Synagoge als Gemeindesynagoge.
  1. Pauline, geboren in Leipzig, ehelichte Prof. Dr. med. Krause
  2. Hermann John Oppenheimer (1837–1873) ehelichte Fanny Jaffé (1845–1928) aus Posen und wurde um 1869 Gesellschafter der Leipziger Firma „John B. Oppenheimer“.
  3. Ludwig John Freiherr von Oppenheimer (* 21. August 1843 in Leipzig; † 27. November 1909 in Wien)[51] studierte in Leipzig und Berlin 1860–1862 Agronomie und Nationalökonomie und ließ sich 1866 in Wien und auf der ihm vom Vater geschenkten Besitzung Kleinskal bei Gablonz in Böhmen nieder. Die Erhebung in den österreichischen Ritterstand erfolgte im Jahre 1868. Oppenheimer ehelichte 1872 in Wien die Tochter des Eduard von Todesco (1814–1887) und der Sophie Gomperz (1825–1895), Gabriele, genannt „Yella“, Freiin von Todesco (geb. 19. August 1854 Baden/Wien, gest. April 1943). Die Ehe wurde bereits 1883 geschieden. Im Jahre 1878 wurde Oppenheimer in den österreichischen Freiherrnstand erhoben und kurz danach lebenslanges Mitglied des Herrenhauses des österreichischen Reichsrats, wo er eine liberale Politik verfolgte[52].
    1. Herrmann Felix John Freiherr von Oppenheimer (1874–1938)[53], Dr. jur. k. u. k. Oberleutnant a. D., der zum Katholizismus übertrat. Er ehelichte am 23. Juni 1900 „Mysa“ Marie Alexandrine Henriette de Ville Gräfin von Demblin (* 6. Juli 1876 in Graz; † 3. Juli 1969 in Serra/Lerici)[54], aus der Ehe gingen drei Kinder hervor. Der Freiherr betätigte sich in Wirtschaftspolitik und war 1918–1923 Herausgeber der angesehensten österreichischen Wirtschaftszeitschrift Österreichische Rundschau.

  4. Felix Oppenheimer (* 1850; † 1870), Rechtsstudent, meldete sich beim Ausbruch des Deutsch-Französischen Kriegs, durch Heinrich von Treitschkes Reden begeistert, zum Heer und fiel Ende 1870 bei Brie (Marne).

## Weitere Namensträger

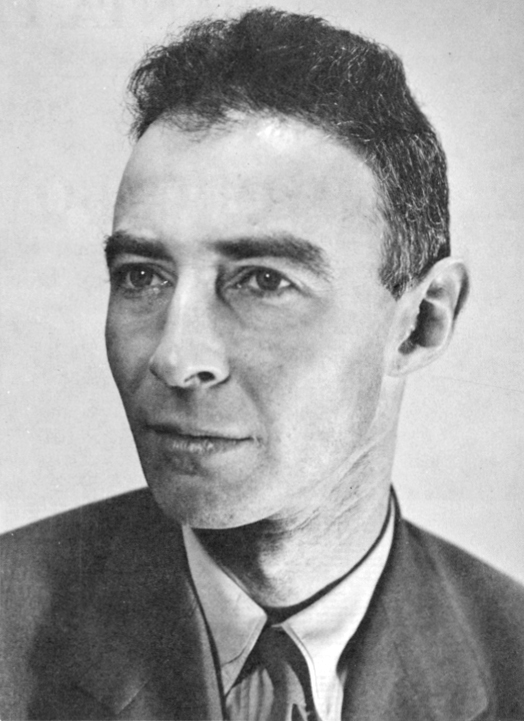
Robert Oppenheimer (1904–1967)

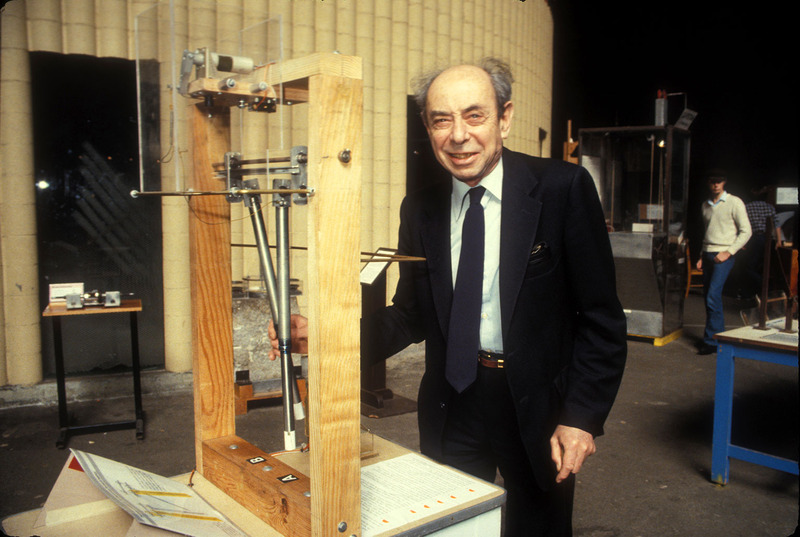
Frank Oppenheimer (1912–1985)

- Rabbi Issachar Süßkind Oppenheimer, Steuereinnehmer der Pfälzer Judenschaft und Sänger, und seine Frau Michal (Michele, Michaela) Chasan (* in Heidelberg), Tochter des Rabbi und Chasan Salomon „Salmele“ von Frankfurt, waren Verwandte des Samuel Oppenheimer (1630–1703)[55]

1. Joseph Ben Issachar Süßkind Oppenheimer (* vermutlich Februar oder März 1698 in Heidelberg; † 4. Februar 1738 in Stuttgart), auch Joseph Süß Oppenheimer, verächtlich Jud Süß; war Hoffaktor des Herzogs Karl Alexander von Württemberg. Nach dem Tod des Herzogs wurde Oppenheimer als Opfer eines Justizmordes hingerichtet. Zur Schande und Warnung blieb der Leichnam in einem eisernen Käfig hängen, bis Herzog Carl Eugen im Jahre 1744 das Skelett am Fuße des Galgens vergraben ließ.[56]

- Mosche Oppenheim, Hamburg[57]

1. Süskind Oppenheimer (* um 1732 in Hamburg; † 9. September 1809 in Königsberg), Geldeinnehmer, Kaufmann, Gemeindevorsteher und Schutzjude mit Generalprivileg in Königsberg vom 28. Oktober 1779[58]. Er ehelichte Rahel (* um 1734–1790), Witwe des Mendel Joseph (* um 1720; † um 1758 in Königsberg) → weiter bei Königsberg-Berliner Familie und Oppenfeld
  1. Marianne „Mirjam“ Oppenheim (um 1767–1836), verehelicht mit (I) Moses Itzig († 14. Mai 1783 in Berlin), Sohn des Daniel Itzig (1723–1799), Bankier, und mit (II) Salomon Joseph Wertheim (1757–1834)
    1. (II) Josef von Wertheimer (1800–1887), Philanthrop, Humorist, Autor und Vorkämpfer der Judenemanzipation in Österreich[59]

- Süsskind oder Simon Ben Morsche Oppenheimer (geb. um 1730 in Waldorf an der Werra), kam als Silberarbeiter nach Stadtberge, heiratete eine vermögende Seelig aus Bigge und baute hinter seinem Haus auf eigene Rechnung eine Synagoge für die Gemeinde Niedermarsberg. Das Oppenheimsche Stammhaus und die Synagoge wurden 1849 bei einem großen Brand zerstört. Von den drei Kindern behielt nur das Letzte den Namen Oppenheimer.[60]

1. Moses Ben Süsskind Oppenheimer (1758–1836). Seine erste Ehefrau Seidel (Veilchen) Sternberg verstarb früh und hinterließ einen Sohn Alexander (Süsskind) Oppenheimer (geb. 1793), welcher sich als Uhrmacher in Hildesheim etablierte. Oppenheimer heiratete die Schwester seiner ersten Frau, Rachel Sternberg, mit welcher er fünf Kinder hatte. Ihr erstgeborener Sohn Salomon Oppenheimer wurde später zum Haupterben. Die dritte Ehefrau war Guda Juda, genannt Jütchen, mit welcher er weitere fünf Kinder hatte.
  1. (II) Salomon Oppenheimer (um 1795–1873), wurde wie sein Vater Kaufmann, gründete die „S. Oppenheimer Kornbranntweinbrennerei und Presshefefabrik“ in Niedermarsberg, verehelichte 1844 Julie Wertheim (1819–1895). Sie hatten elf Kinder.
    1. Jakob Oppenheimer (geb. 15. November 1847 in Niedermarsberg; gest. 25. August 1913 in Düsseldorf), ließ sich als Kaufmann und Unternehmer in Düsseldorf-Pempelfort nieder und führte die Zweigniederlassung der „S. Oppenheimer Brennerei“ in der Nordstraße 113.[61] Heiratete 1885 Minna Levy (1865–1920) aus Eschwege.
      1. Martha Oppenheimer (1886–1968), verehelicht 1912 mit Friedrich David Stamm. Die Familie Stamm konnte in die USA emigrieren.
      2. Arthur Oppenheimer (1887–1942), wurde im Oktober 1941 von Düsseldorf in das Ghetto Litzmannstadt deportiert, und dort im März 1943 ermordet
      3. Walter Oppenheimer (1891–1976), Chemiker, heiratete 1935 Louise Sophie Morgenstern (1899–1978), Berufsberaterin. Sie konnten in die USA emigrieren.
        1. Hanna Oppenheimer (geb. 14. Oktober 1935), reiste 1939 mit ihren Eltern über England in die USA aus. Die „Hanna Oppenheimer Familien-Sammlung 1867–1940“ befindet sich im Leo Baeck Institute New York.[62]

      4. Friedrich (genannt Fritz) Oppenheimer (1892–1914), gefallen am 21. November 1914 in Pys an der Somme
      5. Helene (genannt Lena) Oppenheimer (1895–1943), wohnte mit ihrem Mann Fritz Henrich in Frankfurt, wurde ab da im Juni 1943 in das Vernichtungslager Auschwitz deportiert und dort am 10. Juli 1943 ermordet.

- vermutlich Amsel (Amschel) Theodor Oppenheimer aus Altona, er ehelichte Hanna († 11. März 1838); 1812 nach Hamburg[63]

1. Amsel Theodor Oppenheimer
2. Jacob Amsel (Amschel) Oppenheimer (* 26. Oktober 1778; † 12. Dezember 1845) und Frau Esther, geb. Heckscher
  1. Anna Emilie Oppenheimer (* 8. August 1803 in Hamburg; † 5. Juni 1885 in Lübeck), verehelicht mit dem Kaufmann und Parlamentarier Johannes Christoph Fehling
  2. Georg Friedrich Ludwig Oppenheimer (* 15. November 1805 in Hamburg; † 1884 in Lübeck), verehelicht mit Emilie Johanne Elise Buchholz[64]
    1. Emilie Louise Oppenheimer (* 1. September 1835 in Lübeck; † 12. April 1919 in Lübeck), Schriftstellerin, verehelicht mit Hermann Matthäus Tesdorpf (1833–1868)

  3. Henriette Wilhelmine Oppenheimer, verehelicht mit dem Advokaten und späteren Hamburger Senator Johann Carl Gottlieb Arning (1786–1862)
  4. Phillipine Adele Oppenheimer (1807–1873) ehelichte Nicolaus Ferdinand Haller (* 21. Januar 1805 in Hamburg; † 10. Oktober 1876 Hamburg), Jurist, Senator und Bürgermeister von Hamburg
3. Christian Moritz (Morris) Oppenheimer (* 31. Juli 1788; † 9. Dezember 1877), Bankkaufmann und Prokurist im Bankhaus Salomon Heines ehelichte am 14. Oktober 1815 Friedericke Heine, Tochter des Salomon Heine (1767–1844).

- Bernhard Issachar Baer Oppenheim (* 1791 in Straßnitz (Strážnice), Mähren; † 26. Dezember 1859 in Eibenschütz (Ivančice)), Rabbi in Österreich[65]

1. Rabbi David Oppenheim (* 18. Dezember 1816 in Leibnik (Lipník nad Bečvou), Mähren; † 21. Oktober 1876 in Wien)[65]
  1. Dr. Joachim Oppenheim (* 1848 in Jamnitz (Jemnice); † 1918 in Brünn), Rabbi in Karlsbad (Karlovy Vary)[65]
2. Rabbi Dr. Joachim Heinrich (Hayyim, Chaim) Oppenheim (* 29. September 1832 in Eibenschütz; † 27. April 1891 in Berlin)[65]
  1. Berthold Oppenheim, Rabbi von Olmütz (Olomouc)

- Benjamin Pinhas Oppenheimer (* 1836; † nach 1911), Kleinbauer und Getreidehändler aus Hanau, ehelichte Babette Rothfeld (* 22. Juni 1840 in Schwanfeld)[66]

1. Julius Oppenheimer (* 12. Mai 1871 in Hanau; † 20. September 1937 in New York City), emigrierte 1888 in die USA und arbeitete dort als Textilimporteur, er ehelichte Ella Friedman (* 1869 in Baltimore; † 1931), Kunsterzieherin und Malerin mit Atelier in New York, die Familie kam in den vierziger Jahren des 19. Jahrhunderts aus Bayern in die USA.[67]
  1. Prof. Julius Robert Oppenheimer (* 22. April 1904 in New York; † 18. Februar 1967 in Princeton (New Jersey)), theoretischer Physiker, der vor allem während des Zweiten Weltkrieges für seine Rolle als wissenschaftlicher Leiter des Manhattan-Projekts bekannt wurde. Dieses Projekt hatte das Ziel, die ersten Nuklearwaffen zu entwickeln. Robert Oppenheimer gilt als „Vater der Atombombe“[28]
  2. Frank Friedman Oppenheimer (* 14. August 1912 in New York; † 3. Februar 1985 in Sausalito (Kalifornien)) war ebenfalls Physiker, arbeitete gemeinsam mit seinem Bruder, war Mitglied der Kommunistischen Partei und die letzten Jahre seines Lebens Direktor des Exploratorium in San Francisco

- Eduard (Edward) Oppenheimer aus Friedberg (Hessen), Zigarrenhändler, verehelicht mit Nanny, sie hatten sechs Söhne und vier Töchter

1. Bernard (Bernhard) Oppenheimer (1866–1921), wurde 1869 bei Dunkelsbuhler & Co, einer britischen Diamantenhandelsgesellschaft, der „Diamond Tranig Company“, welche den Verkauf der Schmuckrohware besorgte, die seinem Onkel Anton Dunkelsbuhler gehörte, angestellt[68]. Auslöser war der am Oranje-Fluss in der Nähe des Kimberley Diamanten-Bergbaues südlich von Johannesburg im Jahre 1869 entdeckte 83,5 Karat schwere „Stern von Südafrika“, nach dem Schleifen in Tropfenform verblieben 47,75 Karat. Lange in Besitz des Herzogs von Dudley, wurde er 1974 in Genf für 552.000 Dollar versteigert.
2. Louis Oppenheimer († 19. Januar 1956), er leite das Londoner Büro der „Diamond Trading Company“ seines Onkels Anton Dunkelsbuhler
3. Sir Gregory Ernest Oppenheimer, geboren als Ernst Oppenheimer (* 22. Mai 1880 in Friedberg; † 25. November 1957 in Johannesburg, (Südafrika)) war Begründer des Diamantenkartells unter der Firma De Beers[69]. Er ehelichte May Pollak. Im Jahre 1921 wurde er von der englischen Queen für seine Verdienste während des Krieges in Südafrika zum Ritter geschlagen. Ihm zu Ehren wurde der hellgelbe Oppenheimer-Diamant benannt.
  1. Harry Frederick Oppenheimer (* 28. Oktober 1908 in Kimberley; † 19. August 2000 in Johannesburg)[70], verehelicht mit Bridget.
    1. Nicholas „Nicky“ F. Oppenheimer (* 8. Juni 1945)[71]
      1. Jonathan Oppenheimer (* um 1971)
4. Otto Oppenheimer (1882–1948), britischer Diamantenhändler, welcher in London das De Beers Kartell für seinen Bruder Sir Ernest Oppenheimer führte.
  1. Sir Philip Oppenheimer (* 29. Oktober 1911; † 8. Oktober 1995 in London), Vorsitzender der „Diamond Trading Company“, Direktor von De Beers Consolidated Mines und De Beers Centenary, sowie der Anglo American Corporation of South Africa und Namensgeber des Diamanten Oppenheimer Blue. In Anerkennung seiner Verdienste um die britischen Exporte von Queen Elisabeth II. im Jahre 1970 zum Ritter geschlagen.[72][73] Er ehelichte 1935 Pamela Fenn Stirling.
    1. Anthony Oppenheimer (* 1937), britischer Diamantenhändler und Besitzer von Rennpferden.
    2. Valerie Oppenheimer

- Julius Oppenheimer (1827–1909), von 1860 bis 1909 Rabbiner der Jüdischen Reformgemeinde zu Berlin.[74] Julius Oppenheimer stammte aus einer sephardischen Familie mit rabbinischer und kaufmännischer Tradition. Er studierte in Leipzig orientalische Sprachen und promovierte mit einer Arbeit über die Idee der Unsterblichkeit der Seele im Talmud zum Doktor der Philosophie. Verheiratet war er mit der Lehrerin Antonie, eine geborene Davidson (1837–1910)

1. Paula Oppenheimer (1862–1918), Schriftstellerin, war von 1889 bis 1898 mit dem Dichter Richard Dehmel verheiratet.
2. Franz Oppenheimer (1864–1943), Arzt, Soziologe, Nationalökonom, heiratete 1890 die Musikpädagogin und Sängerin Martha Amalia Oppenheim (1868–1949), in 2. Ehe 1916 die geschiedene Mathilda Hanna Horn, geb. Holl (1879–1921).
  1. Eva Oppenheimer (1894–1912)
  2. Ludwig Yehuda Oppenheimer (1897–1979), studierte Volkswirtschaft und Soziologie, war bis 1933 Dozent an der Hochschule für Politik in Berlin und seit 1939 in der agrarökonomischen Forschung und Landwirtschaftsplanung in Israel tätig.
  3. Heinz Reinhard (Hillel) Oppenheimer (1899–1971), Botaniker, war von 1941 bis 1953 Hochschullehrer an der Hebräischen Universität Jerusalem.
  4. Renata Ellen Oppenheimer (1917–2012), heiratete den Schauspieler Ernest Lenart.
3. Elise Oppenheimer (* um 1866), ehelichte den Ägyptologen Georg Steindorff. Sie emigrierten 1939 in die USA.
4. Georg Oppenheimer († 1872)
5. Carl Oppenheimer (1874–1941), Biochemiker, emigrierte 1938 in die Niederlande.

- Simon Isaak, Schutzjude in Oppenheim[75]

1. Daniel Simon Oppenheim (* 1748 in Oppenheim), um 1769 ging er nach Frankfurt am Main.
  1. Simon Daniel Oppenheim (* um 1786; † 1860) aus Frankfurt am Main. Dieser wurde 1857 preußischer Hofjuwelier in Berlin[76]. Er ehelichte 1812 Henriette Gumpel, Tochter des Lazarus Gumpel (1770–1843), Kaufmann, Bankier und Stifter in Hamburg. Vorbild für Heinrich Heines Markese Christophoro Gumpelino (Reisebilder III: Die Bäder von Lucca)[77]. Er stammte aus der Linie der Gomperz, welche sich über Städte in Mitteldeutschland nach Hildesheim und Hamburg verzweigte.
    1. Heinrich Bernhard Oppenheim (* 20. Juli 1819 in Frankfurt am Main; † 29. März 1880 in Berlin) war ein deutscher Liberaler, Freihändler, Jurist, Völkerrechtler, Publizist und Philosoph.[78]

  2. Hirsch Daniel Oppenheim, Juwelen- und Goldwarenhändler seit 1832, Kommissions- und Speditionsfirma[79]
  3. Moritz Daniel Oppenheim (1800–1882)[75], Maler, Freimaurer, verehelicht mit Adelheid Cleve aus Hanau

- Oppenheimer aus Frankfurt am Main:

1. Ferdinand Oppenheimer, Gründer der Adler & Oppenheimer OHG Ledergroßhandlung („A&O“) 1872 in Straßburg[80]
  1. Julius Oppenheimer (* 1874; † 1939 in Straßburg); Vorstandsmitglied der A&O AG, Aufsichtsratsmitglied der Roth-Händle AG und der Kontorhaus AG[81]
    1. Ann L. Oppenheimer (* 1912; † 23. Januar 2008)[82]

  2. Clemens Oppenheimer (* um 1887 in Straßburg)[83], Vorstandsmitglied der A&O AG, verehelicht mit Antonie Rosaline Clara Engelhorn (* 21. Juli 1891 in Straßburg)[84]. Clemens Oppenheimer trat als Unterhändler für die Familie während der Arisierung der Firma von Ascona aus auf[85].
    1. Wolfgang Oppenheimer (* 1923, † April 2014 in Ascona, Tessin), Wirtschaftswissenschaftler, Historiker, Autor, lebte in Ascona[86], verheiratet mit Ursula Oppenheimer-Isler[87].

  3. Paul Leopold Oppenheimer (* 9. Februar 1887 in Straßburg), Chemiker, A&O-Werksleiter in Neumünster, emigrierte nach Littleborough (UK), wo er eine Lederfabrik aufbaute, über die 100 jüdische A&O-Betriebsangehörige (incl. Familienmitglieder) die Ausreise nach England ermöglichte[88][89].
  4. Hedwig Oppenheimer (* in Straßburg; † 22. Juni 1946), verheiratet mit Fritz Lehmann (erst Köln, dann verm. Rio de Janeiro)[90]
    1. Curt Fernando Lehmann (Rio de Janeiro)
    2. Heinz Lehmann (England)

  5. Anna Oppenheimer († 26. Februar 1944) verheiratete David; beim Tode mehrere Kinder und Enkelkinder in Rochdale (UK), Piermont (New York) und Pasadena (Kalifornien)
2. Leopold Oppenheimer (* in Kleinhausen; † 6. August 1909 in Bad Soden), arbeitete für die A&O AG[91]